# Ronald F. Abler
Ronald Francis Abler (également Ron Abler), est un géographe américain né le 30 mai 1939 à Milwaukee (Wisconsin). Il a exercé les fonctions variées dans le cadre des institutions géographiques américaine et internationale depuis 1976.

## Activités dans les institutions géographiques
Il a assuré la présidence de l’Association américaine de Géographie (AAG) jusqu’en 1998 et, depuis 1996, exerce des fonctions à la tête de l’Union géographique internationale, d'abord comme vice-président de l’UGI (1996-2000) puis comme secrétaire général et trésorier, de 2000 à 2006, date à laquelle il redevient vice-président. Il est ensuite élu président en 2008. Il assure la direction de la  publication ‘’IGU E-Newsletter From the Rome Home of Geography‘’ et est membre du groupe d’étude puis de la commission de géographie de la télécommunication (1984-1992).

## Publications
Les recherches de R. F. Abler portent notamment sur l’utilisation des technologies de communication par les sociétés. Il a écrit de nombreux articles et ouvrages.

### Articles
- (en) Thomas Falk & Ronald Abler (1980), « Intercommunications, Distance, and Geographical Theory », Geografiska Annaler. Series B, Human Geography’’, Vol. 62, No. 2, pp. 59-67, Wiley. https://www.jstor.org/stable/490390
- (en) Ronald Abler & Thomas Falk  (1981), « Public Information Services and the Changing Role of Distance in Human Affairs », Economic Geography, Vol. 57, No. 1,   https://www.jstor.org/stable/144221
- Ronald Abler (1987), « La géographie et les géographes américains », Bulletin de l'IDATE.

### Livres et direction d’ouvrages collectifs
- 1971 - Spatial Organization: The Geographer’s View of the World (avec John Adams et Peter Gould) [1],  Prentice-Hall, Inc., Englewood Cliffs, N.J., xix + 587 pp. ;
- 1974 - Human Geography in a Shrinking World (codirigé avec ,Don Janelle, Allen Philbrick, & John Sommer) [2], North Scituate, Mass. : Duxbury Press, 307 p. : ill. ; 24 cm;
- 1976 -  A Comparative Atlas of America’s Great Cities: Twenty Metropolitan Regions, Univ of Minnesota,  528 pages,  (ISBN 0816607672)
- 1992 - Geograph/s Inner Worlds: Pervasive Themes in Contemporary American Geography (avec Melvin Marcus et Judy M. Olson) [3], Rutgers University Press, 412 pages. ;
- 1993 - Corporate Networks, International Telecommunications and Interdependence: Perspectives from Geography and Information Systems, (codirigé avec : Henry Bakis, & Edward Mozley Roche [4], Belhaven Press, Londres, New York, 232 p.;
- 2003 - Global Change and Local Places: Estimating, Understanding; and Reducing Greenhouse Gases[5] (Cambridge University Press).

## Distinctions
- 1990 : Centenary Medal de la Royal Scottish Geographical Society ;
- 1996 : l’Association des géographes américains lui attribua ses ‘Honors’;
- 1996 : médaille Victoria de la Royal Geographical Society ;
- 2004 : Médaille Samuel Finley Breese Morse, de l'American Geographical Society[6].